# Operação Money Badger
A Operação Tejón Dinheiro (em inglês: Operation Money Badger) foi uma operação secreta de espionagem levada a cabo em Venezuela pela Drug Enforcement Administration (DEA) e promotoras de Estados Unidos desde 2013.
Após que a Promotoria Federal de Manhattan libertasse uma série de documentos classificados num aparente acidente, Associated Press (AP) publicou uma reportagem investigativo com a notícia o 1 de fevereiro de 2024.

## História
O relatório secreto de 15 páginas feito em 2018 esteve disponível poucas horas em internet, até que um jornalista de AP começou a fazer perguntas e fosse eliminado. Revelava que um operativo de investigação tinha começado em 2013 e se tinha intensificado durante o governo de Trump. A intenção do memorando era que não se fizesse público no futuro.
O relatório também reportava que Estados Unidos tinha infiltrado operativos da DEA em Venezuela baixo a ordem de que «é necessário levar a cabo esta operação de forma unilateral e sem notificar às autoridades venezuelanas», reconhecendo que podia ser uma violação do direito internacional.
O operativo tinha como objectivo a dúzias de pessoas, entre elas, Nicolás Maduro e o ministro de Electricidade. Alex Saab foi um dos servidores públicos espiados, bem como um contratador de Defesa prófugo. Umas cem pessoas tinham sido pesquisadas por Estados Unidos.
Como parte da operação, o Grupo 10 da Divisão de Campo de Miami da DEA recrutou como informante a um blanqueador de dinheiro profissional arguido de roubar 800 milhões de dólares do sistema cambial de Venezuela mediante um plano de importação fraudulento.
A DEA colectou informação relativa ao exgobernador de Táchira, José Vielma Mora, e a Luis Motta Domínguez, quem foram acusados posteriormente por Estados Unidos de lavagem de dinheiro vinculados com subornos.